# Røverpigen
Røverpigen er en tysk stumfilm fra 1922 af Reinhard Bruck.

## Medvirkende
- Asta Nielsen som Brigantenbraut
- Bruno Decarli som Reggiero
- Walter Brugman som Danilo
- Margit Barnay som Wirtstochter